# Storuman (comune)
Storuman è un comune svedese di 6 450 abitanti, situato nella contea di Västerbotten. Il suo capoluogo è la cittadina omonima.

## Località
Nel territorio comunale sono comprese le seguenti aree urbane (tätort):
- Hemavan
- Stensele
- Storuman
- Tärnaby